# جون ليلبورن
كان جون ليلبورن (نحو 1614 - 29 أغسطس 1657)، والمعروف أيضًا باسم جون الحر، سياسيًا إنجليزيًا وقائدًا في حركة دعاة المساواة (الليفلرز) قبل وأثناء وبعد الحرب الأهلية الإنجليزية 1642 - 1650. صاغ مصطلح «الحقوق حرة المولد»، وعرّفها بأنها الحقوق التي تولد مع كل إنسان، على نقيض الحقوق التي تمنحها الحكومة أو القانون الإنساني. كان بيوريتانيًا في بدايات حياته، لكنه انضم في أواخرها إلى جمعية الأصدقاء الدينية. استُشهد بأعماله في التعليلات القضائية الصادرة عن المحكمة العليا للولايات المتحدة.

## الحرب الأهلية الإنجليزية
في الحرب الأهلية الإنجليزية الأولى، جُند برتبة نقيب في فوج مشاة اللورد بروك في الجيش البرلماني الذي يقوده إيرل إسكس وقاتل في معركة إيدجهيل. كان عنصرًا في حامية البرلمان في برينتفورد ضد الأمير روبرت أثناء معركة برينتفورد التي دارت في 12 نوفمبر 1642، وعلى إثر تقدم الملكيين في لندن، وبعد محاولته الهرب بالقفز في نهر التايمز، أُخذ سجينًا إلى أكسفورد. خطط الملكيون لمحاكمة ليلبورن، بصفته أول برلماني (من أصحاب الرؤوس المستديرة) بارز يؤسر في الحرب، بتهمة الخيانة العظمى. ولكن عندما وجه البرلمان تهديدًا بإعدام السجناء الملكيين انتقامًا (انظر إعلان قانون الثأر)، أُجريت عملية مبادلة وأُعيد ليلبورن مقابل ضابط ملكي.
انضم بعدها إلى الرابطة الشرقية تحت قيادة إيرل مانشستر متطوعًا في حصار لينكولن، وفي 7 أكتوبر 1643 كُلف إلى فوج مشاة العقيد كينغ برتبة رائد. في 16 مايو 1644، نُقل إلى سلاح فرسان مانشستر برتبة مقدم.
أصبح صديقًا لأوليفر كرومويل، نائب القائد، ودعمه في نزاعاته مع مانشستر. تميز بقتاله في معركة مارستون مور عام 1644. وبعد ذلك بوقت قصير طلب الإذن لمهاجمة معقل الملكيين في قلعة تيكهيل، إذ بلغه من بعض المصادر أنهم على استعداد للاستسلام. رفض مانشستر، وصرفه واصفًا إياه بالجنون. معتبرًا ما حدث موافقة على طلبه، ذهب واستولى على القلعة دون إطلاق رصاصة واحدة.
استقال ليلبورن من الجيش في أبريل 1645، لرفضه التوقيع على الاتحاد والعهد القاطع المشيخي، على أساس أن العهد يسلب الحرية الدينية ممن يقسم عليه، ولا سيما عناصر الجيش البرلماني. جادل ليلبورن بأنه كان يقاتل من أجل هذه الحرية، من بين حريات أخرى. كانت من الناحية العملية معاهدةً بين إنجلترا واسكتلندا للحفاظ على الدين المقوّم في اسكتلندا، وعلى الإصلاح الديني في إنجلترا وأيرلندا «وفقًا لكلمة الله ونموذج أفضل الكنائس المقوّمة»، و«استئصال البابوية [و]الأسقفية». وأكد على أن الاسكتلنديين أحرار في الإيمان بما يرونه مناسبًا ولكن دون إلزام أي شخص بنفس العقيدة إذا لم يشاركهم إياها.
ارتأى المؤرخ سي. إتش. فيرث أن ليلبورن اكتسب شهرة كبيرة لشجاعته وكان على ما يبدو ضابطًا كفئًا، لكن مسيرته العسكرية كانت مشؤومة. أمضى نحو ستة أشهر مسجونًا في أكسفورد، ونُهِب من كل ما يملك أثناء هجوم روبرت لتحرير نيوارك (22 مارس 1644)، وأُصيبت ذراعه أثناء الاستيلاء على والتون هول، بالقرب من ويكفيلد (3 يونيو 1644)، وكان يتلقى أجرًا زهيدًا. وبلغت المستحقات المتراكمة عليه عندما ترك الخدمة 880 جنيهًا استرلينيًا. نجح أيضًا في مشاداته، أولًا مع العقيد كينغ ثم مع إيرل مانشستر، واعتبره كلاهما شخصًا لا مبال وغير كفء وغدار. بذل قصارى جهده لعزل كينغ، وكان أحد ملفقي تهمة الخيانة العظمى ضده، والتي قُدمت إلى مجلس العموم من قِبل بعض أعضاء لجنة لنكولن في أغسطس 1644. كان الخلاف مع مانشستر بسبب استدعاء ليلبورن والاستيلاء على قلعة تيكهيل خلافًا لأوامر مانشستر، وكان ليلبورن أحد شهود كرومويل في اتهامه الموجه ضد مانشستر.

## المشادات مع وليام برين
إلى جانب خلافاته مع الضباط في الجيش، سرعان ما انخرط ليلبورن في مشادة مع وليام برين. في 7 يناير 1645، وجه رسالة إلى برين، يهاجم فيها أتباع الكنيسة المشيخية، ويطالب بمنح حرية المعتقد وحرية التعبير للمستقلين، مما دفع برين، بغضبه المرير، إلى استصدار تصويت من مجلس العموم لاستدعاء ليلبورن أمام اللجنة بهدف استجوابه (17 يناير 1645). ولما مثل (17 مايو 1645) صرفته اللجنة مع توجيه إنذار له. عمل برين مجددًا على إحضار ليلبورن أمام نفس اللجنة (18 يونيو 1645)، وهذه المرة بتهمة نشر كتيبات غير مرخصة، ولكنه صُرف ثانية دون محاسبة. نفّس برين عن حقده في بضع كتيبات: اكتشاف جديد للطواف العجيب: النجوم والمشاعل، والكاذب الحائر، الذي رد عليه ليلبورن في البراءة والحقيقة الوجيهة (1645). اضطلع الطبيب جون باستويك بدور ثانوي في الخلاف ذاته.

## تحريض
بدأ جون ليلبورن بعدها حملته التحريضية من أجل الحقوق الحرة، الحقوقُ التي تولد مع جميع الإنجليز، وتختلف عن الامتيازات التي يمنحها الملك أو الحكومة. نادى أيضًا بتوسيع حق الاقتراع والمساواة أمام القانون والتسامح الديني. وصفه أعداؤه بأنه هدّام لكن ليلبورن رد بأنه «هدّام مزعوم». كانت بالنسبة له تسمية توحي بالازدراء ولم تعجبه. وأطلق على أنصاره اسم «المحرضين». كانت هناك مخاوف بشأن رغبة «الهدامين (الليفلرز)» بفرض المساواة في حقوق الملكية، لكن ليلبورن أراد فرض المساواة في حقوق الإنسان الأساسية التي أطلق عليها «الحقوق حرة المولد».
في نفس الوقت الذي أطلق فيه جون ليلبورن حملته، دعت مجموعة أخرى بقيادة جيرارد وينستانلي، التي تلقب نفسها بالهدامين الحقيقيين (أصبحت تُعرف باسم الحفارين)، إلى المساواة في الملكية وكذلك الحقوق السياسية.

## مناظرات بوتني
سُجن ليلبورن من يوليو إلى أكتوبر 1645 لتنديده بأعضاء البرلمان الذين ينعمون بالعيش المرفه بينما يقاتل الجنود العاديون ويدفعون حياتهم ثمنًا في سبيل القضية البرلمانية. ألّف أثناء سجنه كتاب، الحق الطبيعي الإنجليزي المباح.
في يوليو 1646، سُجن في برج لندن لإدانته قائده السابق إيرل مانشستر بوصفه خائنًا ومتعاطفًا مع الملك. كانت حملة تحريره من السجن أساس ظهور الحزب السياسي المعروف باسم الهدامين (الليفيلرز). أطلق عليهم ليلبورن لقب «الهدامين المزعومين» لأنه كان يعتبر نفسه داعيًا تحريضيًا للحقوق الحرة.
نال الليفيلرز دعمًا لاحقًا قويًا من جيش النموذج الجديد الذي كان لعمله معه تأثير نافذ. عندما تولى الجيش مناظرات بوتني بين 28 أكتوبر و11 نوفمبر 1647، تركز النقاش حول كتيب متأثر بكتابات جون ليلبورن بعنوان اتفاقية الشعب من أجل سلام راسخ وحاضر على أسس الحق العام.